# 개리 클라크 주니어

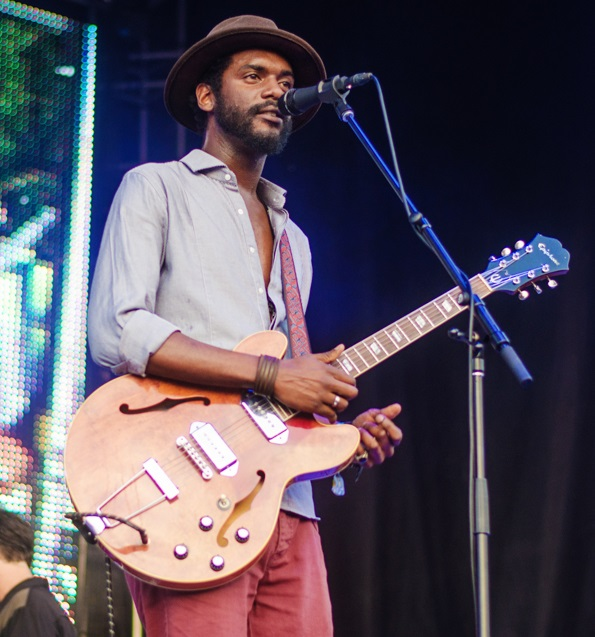

개리 클라크 주니어(Gary Clark Jr., 1984년 2월 15일 ~ )는 오스틴 (텍사스주) 출신의 미국 음악가이다. 블루스, 록 음악, 솔 음악에 힙합 음악 요소를 합친 것으로 알려져 있다. 2011년, 클라크는 워너브라더스 레코드와 계약하고 The Bright Lights EP를 발매했다.

## 참여 작품
- 프라이데이 나이트 라이츠 (드라마)
- 아메리칸 셰프
- 마일스 (영화)
- 루크 케이지 (드라마)
- 엘비스 (2022년 영화)